# Кудратов Шаймардан Кудратович
Шаймардан Кудратович Кудратов (1933, кишлак Янгібазар, тепер Шурчинського району Сурхандар'їнської області, Узбекистан) — радянський діяч, новатор виробництва, бригадир колгоспу імені Ахунбабаєва Шурчинського району та бригадир комплексної механізованої бригади радгоспу «Советабад» Гагарінського району Сурхандар'їнської області Узбецької РСР. Член Центральної Ревізійної Комісії КПРС у 1971—1976 роках. Депутат Верховної Ради СРСР 8-го скликання. Герой Соціалістичної Праці (30.04.1966).

## Життєпис
Народився в дехканській родині.
У 1947—1950 роках — колгоспник рільничої бригади із вирощування бавовни, в 1950—1964 роках — тракторист, ланковий, бригадир комплексної механізованої бригади колгоспу «Комуна» кишлака Янгібазар Шурчинського району Сурхандар'їнської області.
Член КПРС з 1962 року.
У 1964—1966 роках — бригадир колгоспу імені Ахунбабаєва кишлака Янгібазар Шурчинського району Сурхандар'їнської області.
Указом Президії Верховної Ради СРСР від 30 квітня 1966 року за успіхи, досягнуті в збільшенні виробництва бавовни-сирцю і коконів шовкопряда, Кудратову Шаймардану присвоєно звання Героя Соціалістичної Праці з врученням ордена Леніна і золотої медалі «Серп і Молот».
У 1966 році поїхав працювати на цілину.
У 1967—1972 роках — бригадир комплексної механізованої бригади радгоспу «Советабад» Гагарінського району Сурхандар'їнської області. Досяг всесоюзного рекорду: зібрав 528 тонн бавовни, в тому числі 120 тонн тонковолокнистого. У 1970 році на бавовнозбиральної машині «Узбекистан» він зібрав 650 тонн бавовни сирцю, а в 1971 році встановив світовий рекорд, зібравши понад 800 тонн бавовни.
З 1972 року — директор радгоспу імені Н. Мурадова (радгоспу № 8) Шерабадського району Сурхандар'їнської області.
У 1975 році заочно закінчив Ташкентський сільськогосподарський інститут.
Потім — на пенсії.

## Нагороди і звання
- Герой Соціалістичної Праці (30.04.1966)
- два ордени Леніна (16.02.1963; 30.04.1966)
- орден Жовтневої Революції (8.04.1971)
- орден Дружби народів (4.03.1980)
- медалі
- Заслужений бавовняр Узбецької РСР (1964)